# Красноярка (Утускунское сельское поселение)
Красноярка — деревня в Усть-Ишимском районе Омской области. Входит в состав Утускунского сельского поселения.

## История
Основан в 1726 году. В 1928 года состояла из 65 хозяйств, основное население — русские. В составе Утускунского сельсовета Усть-Ишимского района Тарского округа Сибирского края.

## Население
| 1926 | 2010 |
| ---- | ---- |
| 383  | ↘76  |